# Kit Fine
Pour les articles homonymes, voir Fine.
Kit Fine, né le 26 mars 1946, est un philosophe et logicien américain. Il enseigne à l’université de New York. Il est l'auteur de nombreux articles dans des journaux académiques, avec des contributions notables en logique philosophique, métaphysique, et en philosophie du langage. Il a aussi écrit sur la philosophie antique, en particulier sur le point de vue d'Aristote sur la logique et la modalité.
Il a épousé Anne Fine avec qui il a eu deux filles, Lone et Cordelia.

## Biographie
Après avoir étudié au Balliol College à Oxford (B.A., 1967), Fine devient docteur de l'Université de Warwick en 1969, sous la direction de A. N. Prior. Il enseigne ensuite à l'Université de Edinburgh, California, Irvine, Michigan, et UCLA, avant d'aller à l'Université de New York. Depuis 2018, Kit Fine est professeur invité à l'Université de la Suisse italienne.

## Travail philosophique
Fine décrit son approche de la philosophie comme suit : « Je suis fermement convaincu qu'un réel progrès en philosophie ne peut venir que de la prise au sérieux du bon sens. Un écart par rapport au bon sens est généralement le signe qu'une erreur a été commise. »

## Œuvres
- Semantic Relationism, Blackwell, 2007  (ISBN 978-1-4051-0844-7)
- Modality and Tense: Philosophical Papers, Oxford University Press, 2005  (ISBN 0-19-927871-7)
- The Limits of Abstraction, Oxford University Press, 2002  (ISBN 0-19-924618-1)
- Reasoning With Arbitrary Objects, Blackwell, 1986  (ISBN 0-631-13844-7)
- Worlds, Times, and Selves (avec A. N. Prior), University of Massachusetts Press, 1977  (ISBN 0-87023-227-4)

## Textes traduits
- « La non-identité d'une chose matérielle et de sa matière », tr.fr. L. Iglésias, Études de philosophie no 9-10, 2011, en ligne sur le site du SEMa.

## Prix et distinctions
En 2013 il est Gödel Lecturer.